# Eupithecia broteas
Eupithecia broteas är en fjärilsart som beskrevs av William Schaus 1913. Eupithecia broteas ingår i släktet Eupithecia och familjen mätare. Inga underarter finns listade i Catalogue of Life.